# 羽田機場第1、第2航站樓站
羽田機場第1、第2航站樓站（日语：／ Haneda-kūkō-daiichi-daini-tāminaru eki */?）是位於日本東京都大田區羽田空港三丁目，屬於京濱急行電鐵機場線的鐵路車站。車站編號是KK17。
隨着2010年10月21日羽田機場國際線航站樓站開業，此站亦從原名「羽田機場站」（日语：／ Haneda-kūkō eki */?）改名。但是列車目的地等的旅客導覽仍然會將此站與羽田機場國際線航站樓合稱「羽田機場」。隨著航廈擴建，2020年3月14日起再度易名為「羽田機場第1、第2航站樓站」。

## 歷史
本站是機場線延伸羽田機場時新設的車站。從啟用起至2004年11月30日為止的6年間，本站僅供現在的羽田機場國內線第1航廈使用，只開設西出口。另外，本站上方預定有東京灣岸道路通過，因此在道路建設前先以明挖式建設隧道，與機場線第一期延伸工程（穴守稻荷 - 天空橋間）同時進行。
- 1989年（平成元年）12月18日 - 申請羽田站（現天空橋站）- 本站間的鐵路執照（翌年3月30日取得許可）[3]。
- 1992年（平成4年）2月 - 動工[2]。
- 1998年（平成10年）11月18日 - 機場線延伸工程完成，羽田機場站啟用[4]。機場快特、機場特急（1999年7月30日廢止）開始運行。
- 2000年（平成12年）－入選關東車站百選（第四回）。
- 2004年（平成16年〕12月1日 配合東京國際機場2號客運大樓完工，啟用東出口[5]。
- 2005年（平成17年）11月18日 - 作為「京急虹計畫」的一環，啟用進站音樂《紅色電車》。
- 2010年（平成22年〕
  - 5月16日 - 改點，急行更名為機場急行。機場快特從品川站直達本站。
  - 10月21日配合新車站羽田機場國際線航廈車站（羽田空港国際線ターミナル駅）啟用，本站改名為羽田機場國內線航站樓站（羽田空港国内線ターミナル駅）。
- 2019年（平成31年〕2月21日 半高式月台門啟用。
- 2020年（令和2年）3月14日 再度更名為羽田機場第1、第2航站樓站（羽田空港第1、第2ターミナル駅）。

## 車站構造
島式月台1面2線的地底車站，月台長度對應八輛編組。位於首都高速道路灣岸線與國道357號下方、羽田機場第1旅客航廈與第2旅客航廈中間。
出口分為東西兩出口，西出口連接1號客運大樓，東出口連接2號客運大樓。亦有連結兩航廈、附設電動步道的地下通道（地面則有免費接駁巴士可利用）。2004年12月1日第2旅客航廈啟用以前，僅開放西出口。當時東出口已完成。
第2旅客航廈啟用後，出入口附近的梁柱加上顏色。西側日本航空等起降的第1旅客航廈使用紅色，東側全日本空輸等起降的第2旅客航廈使用藍色，乘客可藉由顏色辨別航廈。機場線全列車進入本站時會廣播剪票口與航空公司的起降航廈。
本站到羽田機場第3航站樓站的票價是140日圓（使用IC卡為133日圓），但若是要國內線轉乘國際線或國際線轉乘國內線，可免費搭乘。乘客需在乘車前先到航廈內的資訊台出示護照和機票換取「轉乘車票」，再到車站剪票口出示車票進站。

### 月台配置
| 月台 | 路線   | 目的地                                           |
| ---- | ------ | ------------------------------------------------ |
| 1、2 | 機場線 | 品川、新橋、日本橋、成田機場、京急蒲田、橫濱方向 |

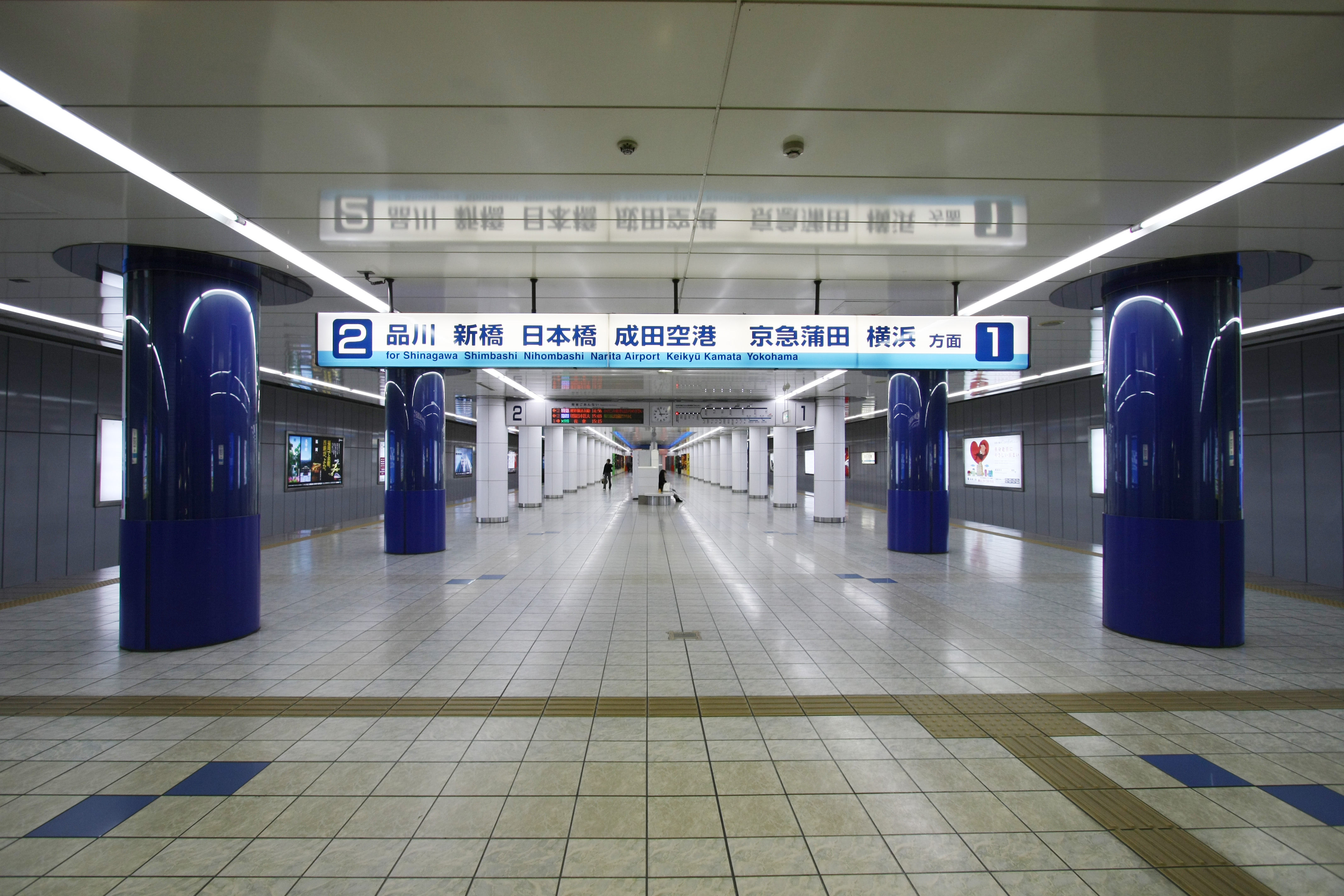
月台
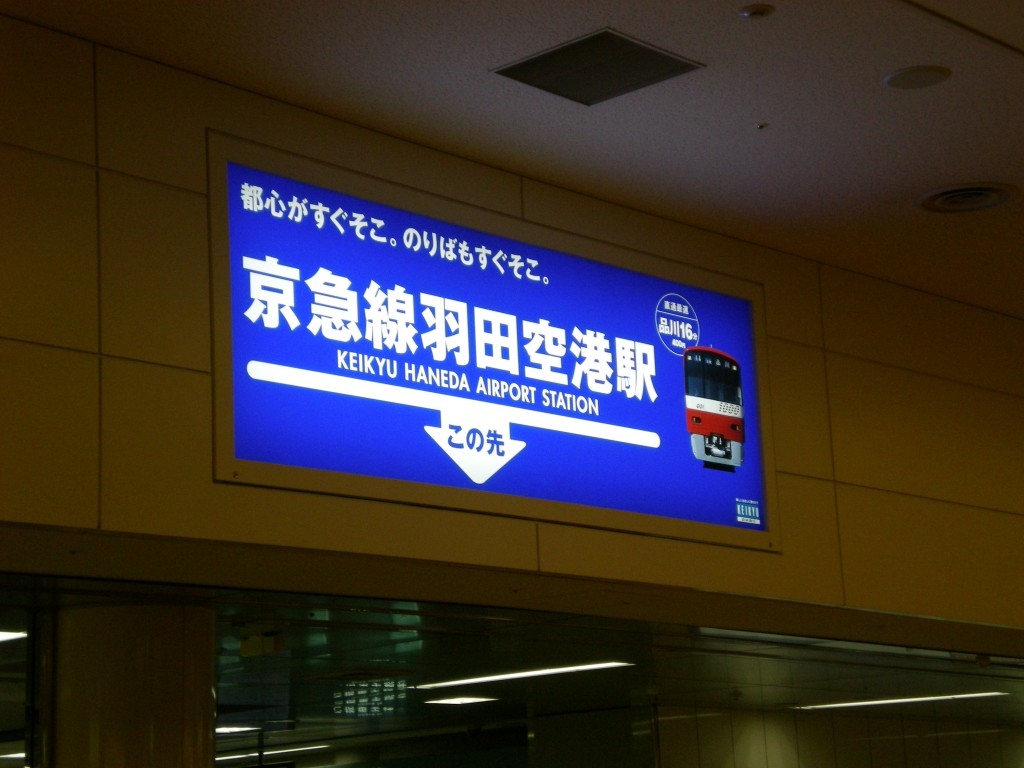
羽田空港2號客運大樓地下的案内板
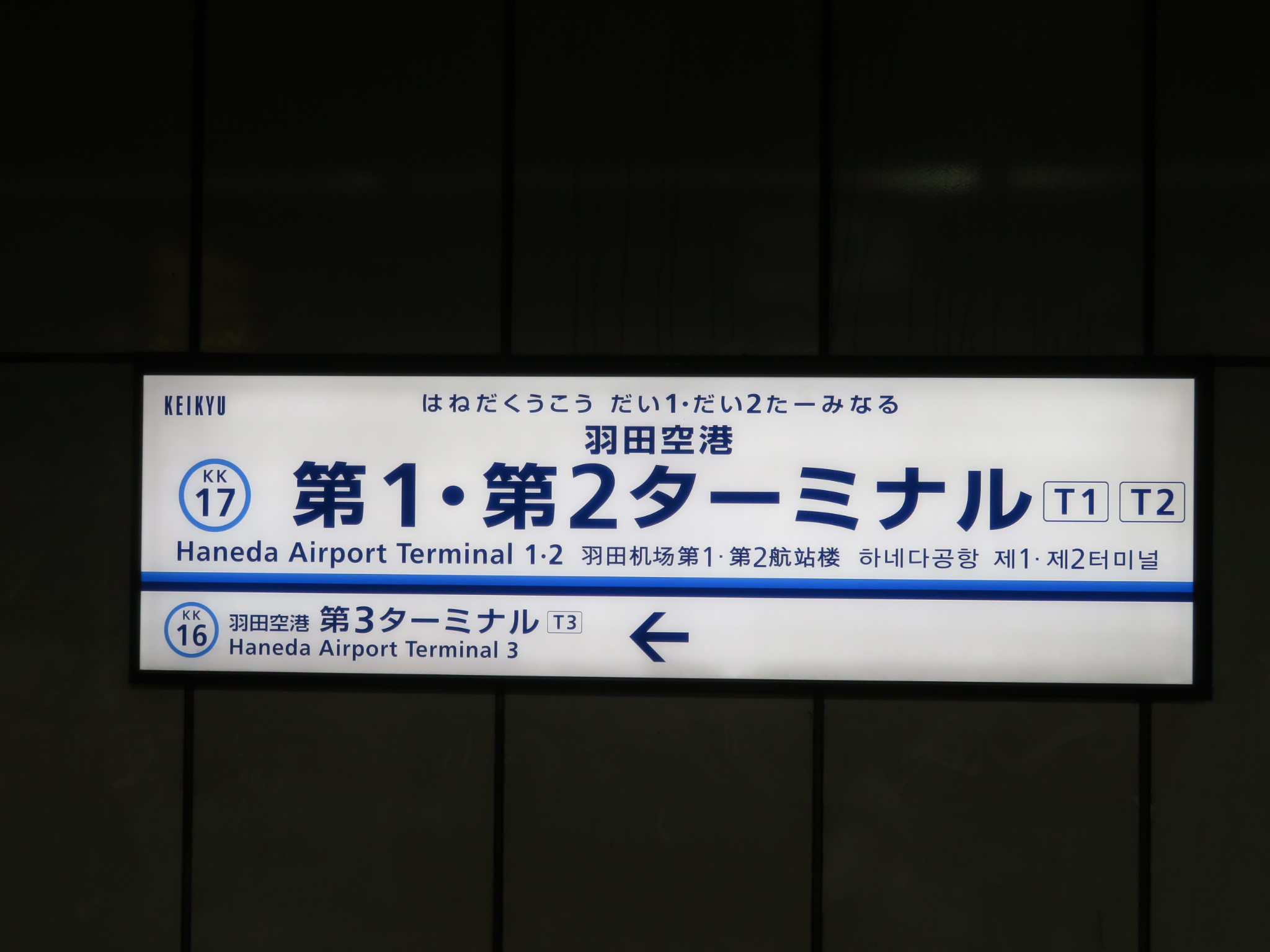
站名標記
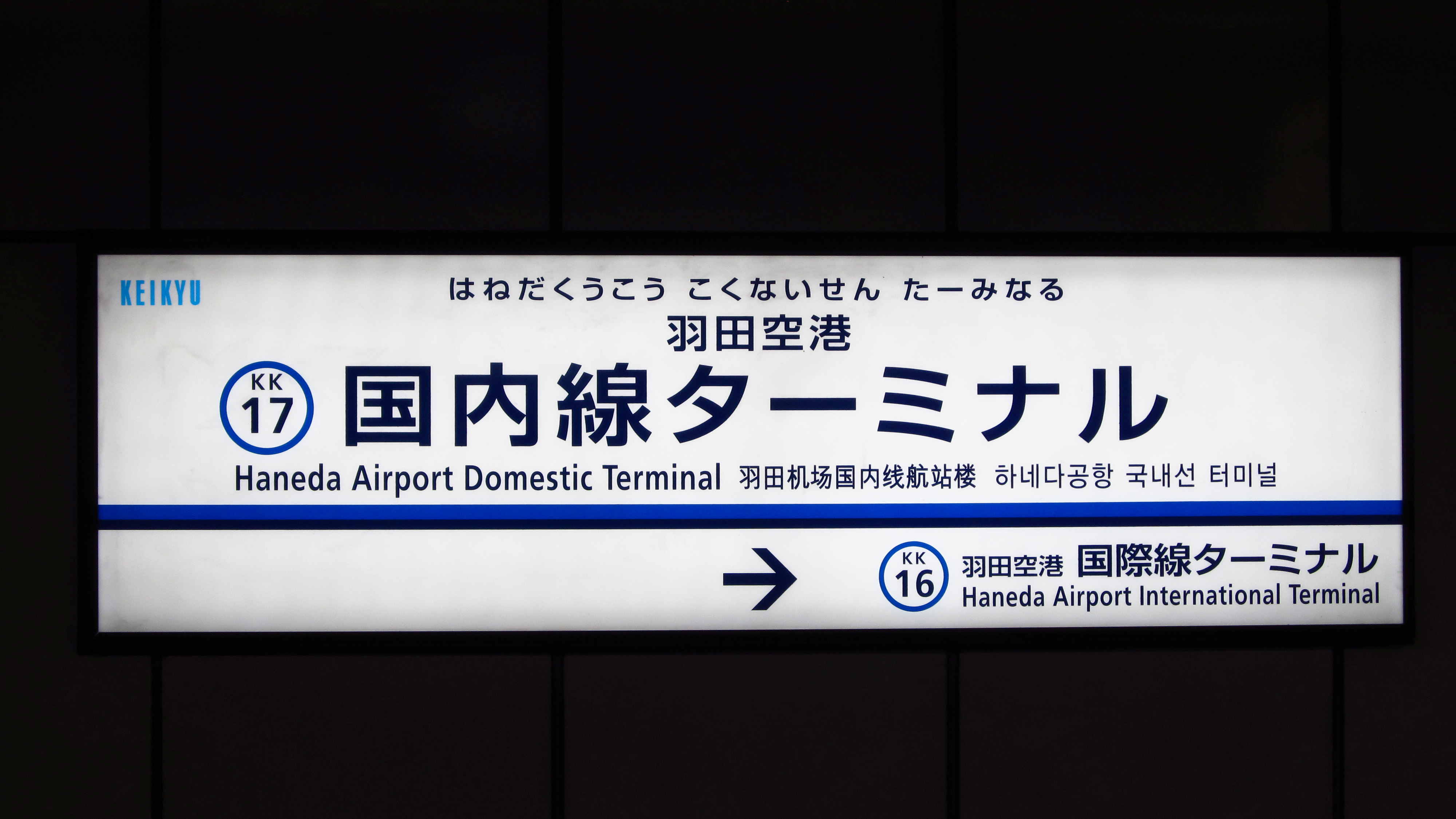
国内線客運大樓時代的站名標記

### 進站音樂
2005年起，作為開業7周年紀念的「京急虹計畫」一環，團團轉樂團的京急廣告曲《紅色電車》成為進站音樂。2008年11月18日起也成為品川站下行月台進站音樂。

## 使用情況
2016年度1日平均上下車人次為87,102人，在京急線全72站中位居第5位。
開業以後1日平均上下、上車人次的推移如下表。
| 年度               | 1日平均 上下車人次 | 1日平均 上車人次 | 出典     |
| ------------------ | ------------------ | ---------------- | -------- |
| 1998年（平成10年） |                    | 19,052           | [ * 1 ]  |
| 1999年（平成11年） |                    | 20,943           | [ * 2 ]  |
| 2000年（平成12年） |                    | 24,732           | [ * 3 ]  |
| 2001年（平成13年） |                    | 28,233           | [ * 4 ]  |
| 2002年（平成14年） |                    | 30,219           | [ * 5 ]  |
| 2003年（平成15年） | 63,826             | 31,872           | [ * 6 ]  |
| 2004年（平成16年） | 68,255             | 33,822           | [ * 7 ]  |
| 2005年（平成17年） | 70,691             | 35,077           | [ * 8 ]  |
| 2006年（平成18年） | 73,889             | 36,679           | [ * 9 ]  |
| 2007年（平成19年） | 75,997             | 37,601           | [ * 10 ] |
| 2008年（平成20年） | 78,188             | 38,345           | [ * 11 ] |
| 2009年（平成21年） | 75,940             | 37,205           | [ * 12 ] |
| 2010年（平成22年） | 74,884             | 36,835           | [ * 13 ] |
| 2011年（平成23年） | 68,694             | 33,899           | [ * 14 ] |
| 2012年（平成24年） | 70,712             | 34,781           | [ * 15 ] |
| 2013年（平成25年） | 78,171             | 38,288           | [ * 16 ] |
| 2014年（平成26年） | 81,015             | 39,592           | [ * 17 ] |
| 2015年（平成27年） | 83,431             | 41,005           | [ * 18 ] |
| 2016年（平成28年） | 87,102             | 42,896           | [ * 19 ] |
| 2017年（平成29年） | 90,516             | 44,660           | [ * 20 ] |
| 2018年（平成30年） | 93,830             |                  |          |

## 車站周邊
- 東京國際機場（羽田機場）
  - P1停車場（立體，國內線第1航廈側）
  - P2停車場（同上）
  - P3停車場（立體，國內第2航廈側）
  - P4停車場（同上）
  - 貨物總站

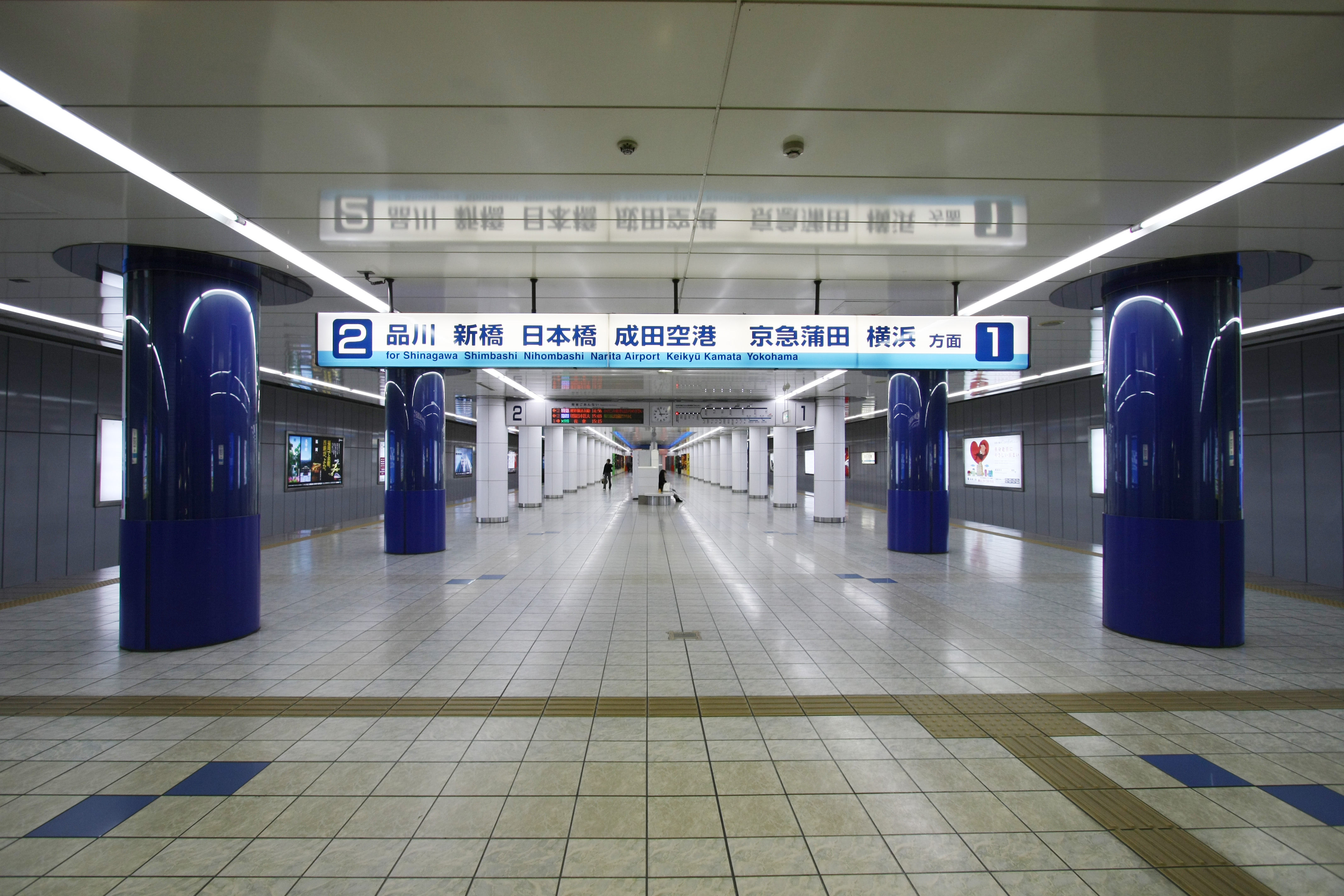
月台

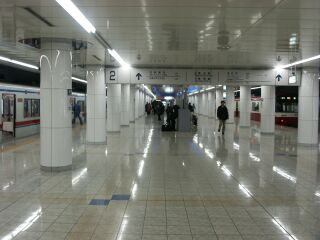
第2航廈出口開設前的月台

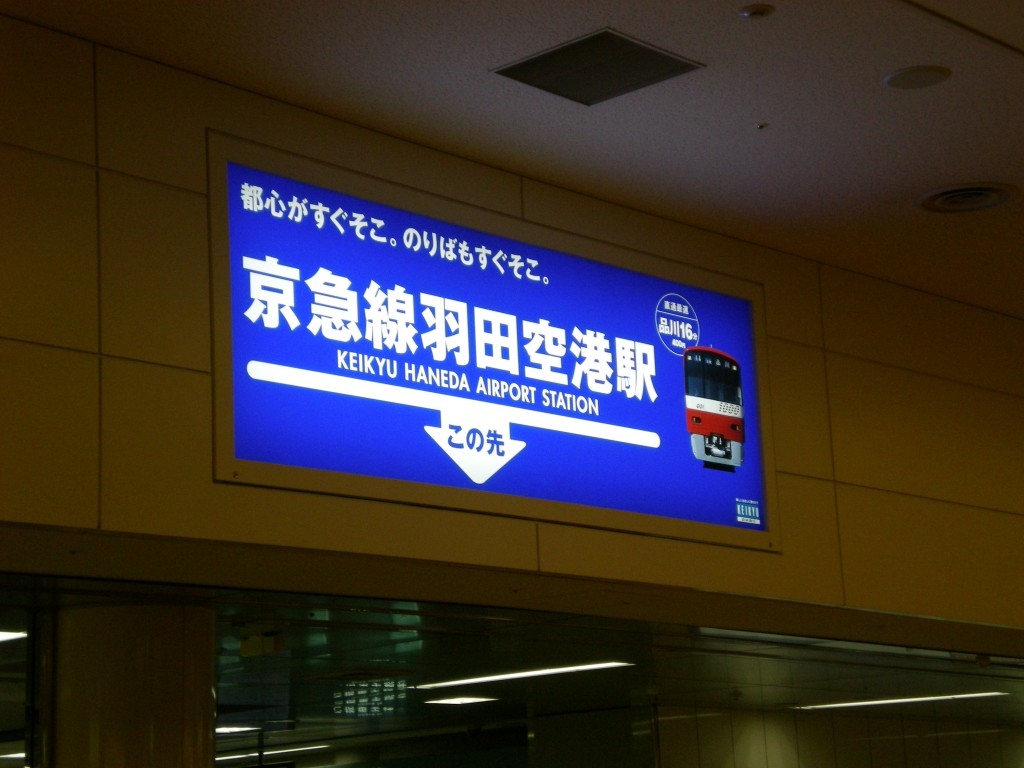
羽田機場第2航廈地下的看板

- 東京單軌電車羽田機場線羽田機場第1航站樓站、羽田機場第2航站樓站
- 新東京郵便局（日语：新東京郵便局）羽田分室 - 郵寄物集配專用。一般窗口業務請利用國內線第1航廈的羽田機場郵便局。
- 東京航空地方氣象台（日语：航空地方気象台）
- 警視廳東京機場警察署（日语：東京空港警察署）
- 首都高速道路灣岸線
  - 機場中央出入口
  - 灣岸環八出入口
- 國道357號

## 過去的「羽田機場站」
1956年至1991年，現在的機場線穴守稻荷 - 天空橋間有座羽田機場站。該站在同年停止營業後，1993年機場線延伸通車時遷移更名為羽田站重新啟用。接著1998年，現在的羽田機場站啟用，該站再更名為天空橋站。
當持羽田機場站是在海老取川對岸，需搭乘接駁巴士至舊機場航廈，加上當時機場線幾乎全日只有京急蒲田 - 羽田機場普通列車折返行駛，便利性不及單軌電車等，之後中斷接駁業務。隨著航廈遷移計畫具體化，1980年代重新開設小型接駁巴士。因此，1998年啟用的第二代羽田機場站與第一代並無關係。
現在東京單軌電車羽田機場線羽田機場第1航站樓站在第2航站樓站啟用以前的1993年至2004年也稱為羽田機場站。兩公司車站同以羽田機場站在2000年入選關東車站百選。

## 相鄰車站
京濱急行電鐵
 機場線
■機場快特、■快特、■特急、■機場急行、■普通
羽田機場第3航站樓（KK16）－羽田機場第1、第2航站樓（KK17）

## 外部連結
- 羽田機場第1、第2航站樓站（各站資訊） - 京濱急行電鐵
- 羽田機場客運大樓 （页面存档备份，存于）
- 羽田機場Access Guide （页面存档备份，存于）